# Trillium rivale
Espèce
Classification APG II (2003)
Trillium rivale (Syn. Pseudotrillium rivale (S. Wats.) S.B. Farmer) est une plante herbacée, vivace et rhizomateuse de la famille des Liliaceae (classification classique) ou des Melanthiaceae (classification APG II, 2003).

## Description

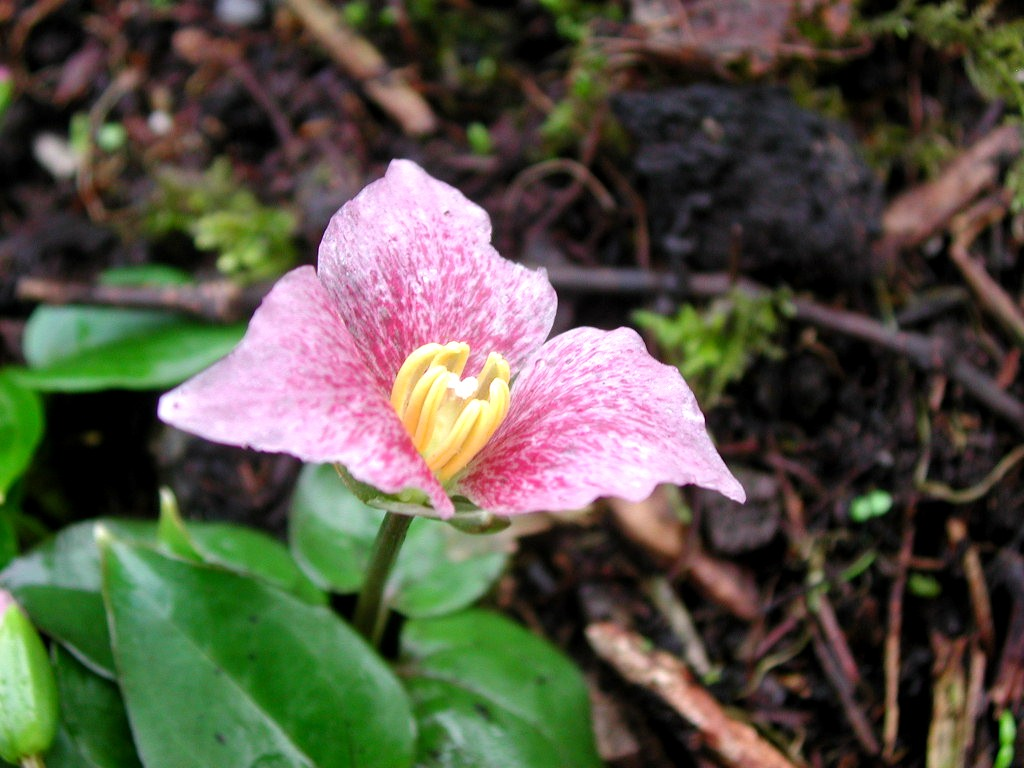
Trillium rivale ‘Purple Heart’

Cette espèce de l’ouest de l’Amérique du Nord, fleurit au printemps dans les lisières des forêts, les broussailles et le long des rivières.
Les feuilles distinctement pétiolées ovales lancéolées sont acuminées.
La fleur, de 3 à 6 cm de diamètre à pétales blancs, est parfois joliment piquetée de pourpre. Elle est portée par un pédoncule initialement dressé, ensuite légèrement penché.
Le fruit est une baie anguleuse blanchâtre.

## Aire de répartition
Sud-ouest de l’Oregon et nord-ouest de la Californie, dans les Monts Siskyiou et Klamath.

## Divers
Son nom en anglais est Brook Wake-Robin.
‘Purple Heart’ est une sélection à piqueté plus marqué.

## Sources
- Frederick W. Case, Jr. & Roberta B. Case, Trilliums, Timber Press, 1997  (ISBN 0-88192-374-5)